# Kuaiji Shan
Kuaiji Shan (chin. 会稽山) ist ein Gebirge im Süden von Shaoxing in der chinesischen Provinz Zhejiang. 
Es ist ca. 100 km lang. Der legendäre Yu der Große (Dayu) soll an seinem Fuß begraben worden sein.